# محوطه جعفرآباد ۲
محوطه جعفرآباد ۲ مربوط به دوره اشکانی است و در شهرستان ایلام، بخش مرکزی، دهستان میش خاص، روستای جعفرآباد واقع شده است. این اثر در تاریخ ۳۰ دی ۱۳۸۵ با شمارهٔ ثبت ۱۶۹۴۵ به عنوان یکی از آثار ملی ایران به ثبت رسیده است.